# Stenodynerus pannosus
Stenodynerus pannosus är en stekelart som beskrevs av Gusenleitner 1985. Stenodynerus pannosus ingår i släktet smalgetingar, och familjen Eumenidae. Inga underarter finns listade i Catalogue of Life.